# Tony Brown (football)
Pour les articles ayant des titres homophones, voir Tony Brown, Brown et James Anthony Brown.
Anthony Brown est un footballeur anglais né le 3 octobre 1945 à Oldham évoluant au poste d'ailier ou d'attaquant du début des années 1960 au début des années 1980.

## Carrière

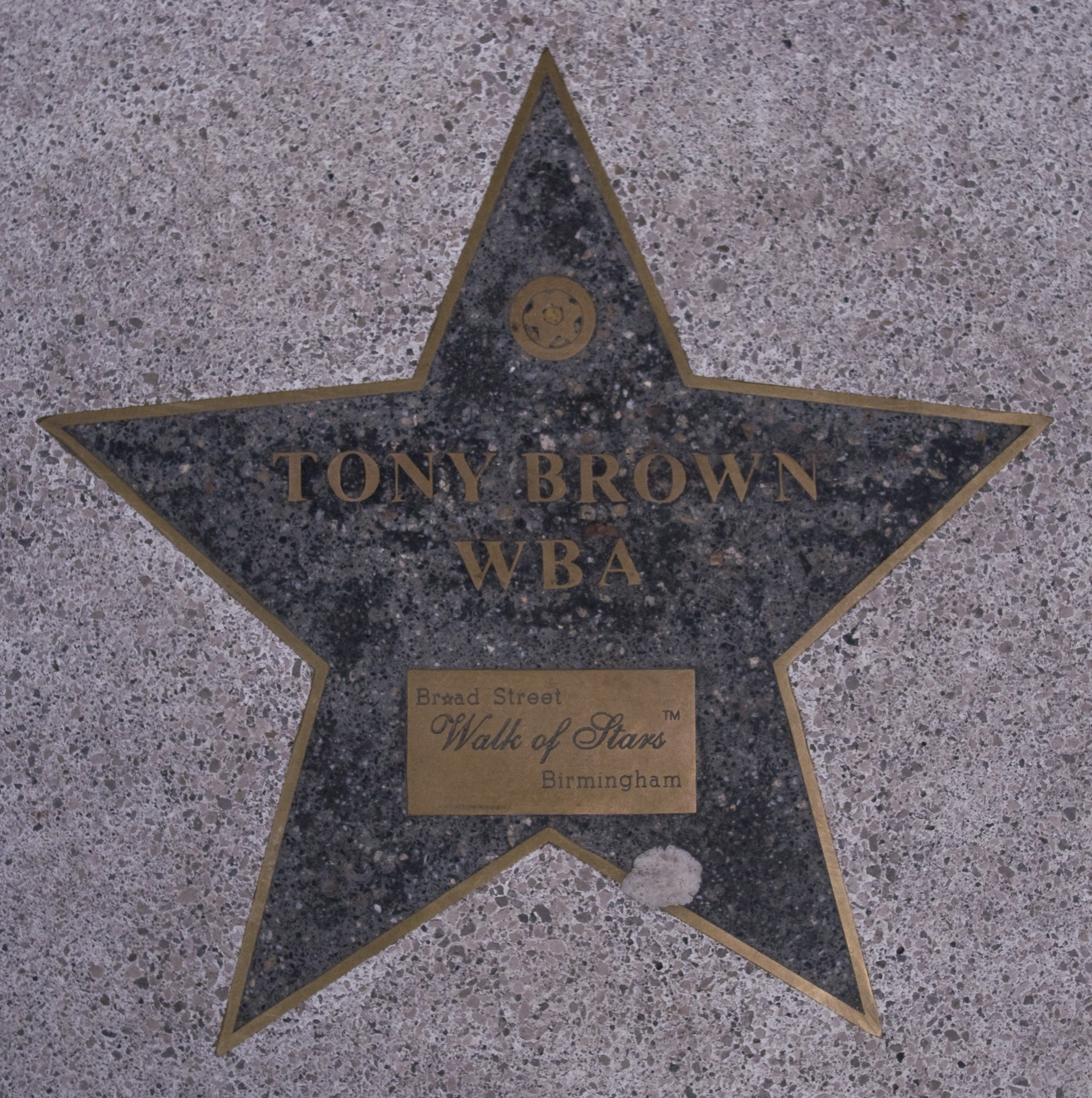
Étoile de Brown sur le Birmingham Walk of Stars

- 1961-1980 : West Bromwich Albion  Angleterre
- 1980-1981 : Boston Tea Men  États-Unis
- 1981-1982 : Bournemouth AFC  Angleterre

## Palmarès
West Bromwich Albion FC
- Meilleur buteur du Championnat d'Angleterre de football (1) :
  - 1971: 28 buts.
- Vainqueur de la FA Cup (1) :
  - 1968.

- Vainqueur de la Coupe de la Ligue en 1966 avec West Bromwich Albion.
- Finaliste de la coupe de la ligue en 1967 et 1970 avec West Bromwich Albion.
- Finaliste du Charity Shield en 1968 avec West Bromwich Albion.
- 1 sélection et 0 but avec l'équipe d'Angleterre en 1971.